# مایکل سندی‌ووجیس
مایکل سندی‌ووجیس (به انگلیسی: / Michael Sendivogius)(به لهستانی: Michał Sędziwój)(۲ فوریه ۱۵۶۶-۱۶۳۶) یک کیمیاگر، فیلسوف و پزشک لهستانی بود. او از پیشگامان شیمی بود و روش‌های خالص‌سازی و تولید اسیدها، فلزات و سایر ترکیبات شیمیایی را ایجاد کرد. وی کشف کرد که هوا یک ماده واحد نیست و حاوی ماده زندگی‌بخش است که بعداً اکسیژن نامیده شد. او ۱۷۰ سال قبل از کارل ویلهلم شیله شیمی‌دان سوئدی به این مهم دست یافت. او به‌درستی این «غذای زندگی» را همان گازی دانست که زمان حرارت دادن پتاسیم نیترات از آن خارج می‌شود.

## اکسیر
او که مایه آزادی ستون از زیر شکنجه کریستین دوم ساکسونی شده بود مورد لطف ستون قرار گرفت و بعد از مرگ ستون با بیوه او ازدواج و ترکیب اکسیر ستون را از آن خود ساخت و مدعی علم اکسیر شد.